# Drobovice
Drobovice är en ort i Tjeckien.   Den ligger i regionen Mellersta Böhmen, i den centrala delen av landet, 70 km öster om huvudstaden Prag. Drobovice ligger 258 meter över havet och antalet invånare är 375.
Terrängen runt Drobovice är lite kuperad. Runt Drobovice är det ganska tätbefolkat, med 62 invånare per kvadratkilometer. Närmaste större samhälle är Čáslav, 2,9 km nordväst om Drobovice. Trakten runt Drobovice består till största delen av jordbruksmark.